# Anderson County, South Carolina
Anderson County är ett administrativt område i delstaten South Carolina, USA. År 2010 hade countyt 187 126 invånare. Den administrativa huvudorten (county seat) är Anderson. 

## Geografi
Enligt United States Census Bureau har countyt en total area på 1 962 km². 1 860 km² av den arean är land och 102 km² är vatten. 

### Angränsande countyn
- Pickens County, South Carolina - nord
- Greenville County, South Carolina - nordöst
- Laurens County, South Carolina - öst
- Abbeville County, South Carolina - syd
- Elbert County, Georgia - sydväst
- Hart County, Georgia - väst
- Oconee County, South Carolina - nordväst

### Orter
- Anderson
- Belton
- Centerville
- Clemson (delvis i Pickens County)
- Easley
- Fair Play
- Homeland Park
- Honea Path
- Iva
- Northlake
- Pelzer
- Pendleton
- Piedmont (delvis i Greenville County)
- Powdersville
- Starr
- West Pelzer
- Williamston